# ASVEL Lyon-Villeurbanne 2023-2024
Questa voce raccoglie le informazioni riguardanti l'ASVEL Lyon-Villeurbanne nelle competizioni ufficiali della stagione 2023-2024.

## Stagione
La stagione 2023-2024 dell'ASVEL Lyon-Villeurbanne è la 76ª nel massimo campionato francese di pallacanestro, la Pro A.

## Roster
Aggiornato al 18 agosto 2023.
| LDLC ASVEL 2023-24 | LDLC ASVEL 2023-24 |
| Giocatori          | Staff tecnico      |
| ------------------ | ------------------ |

| N. | Naz.                                         | Ruolo | Nome                    | Anno | Alt.   | Peso   |  |
| -- | -------------------------------------------- | ----- | ----------------------- | ---- | ------ | ------ |  |
| 00 | Stati Uniti (bandiera)                       | AG    | Mike Scott              | 1988 | 203 cm | 108 kg |  |
| 1  | Stati Uniti (bandiera)                       | A     | Deshaun Thomas          | 1991 | 201 cm | 104 kg |  |
| 3  | Stati Uniti (bandiera) · Camerun (bandiera)  | P     | Paris Lee               | 1995 | 183 cm | 84 kg  |  |
| 5  | RD del Congo (bandiera) · Francia (bandiera) | AP    | Charles Kahudi (C)      | 1986 | 199 cm | 100 kg |  |
| 7  | Francia (bandiera)                           | C     | Joffrey Lauvergne       | 1991 | 210 cm | 118 kg |  |
| 9  | Francia (bandiera)                           | AP    | Timothé Luwawu-Cabarrot | 1995 | 201 cm | 98 kg  |  |
| 10 | Francia (bandiera)                           | GA    | Boris Dallo             | 1994 | 197 cm | 94 kg  |  |
| 11 | Francia (bandiera)                           | G     | Edwin Jackson           | 1989 | 190 cm | 91 kg  |  |
| 12 | Francia (bandiera)                           | P     | Nando de Colo           | 1987 | 196 cm | 91 kg  |  |
| 15 | Nigeria (bandiera)                           | C     | John Egbunu             | 1994 | 210 cm | 114 kg |  |
| 19 | Senegal (bandiera) · Francia (bandiera)      | C     | Youssoupha Fall         | 1995 | 222 cm | 125 kg |  |
| 20 | Francia (bandiera)                           | AG    | François Wibaut         | 2005 | 198 cm |        |  |
| 23 | Stati Uniti (bandiera)                       | AP    | David Lighty            | 1988 | 198 cm | 100 kg |  |
| 24 | Senegal (bandiera) · Francia (bandiera)      | AG    | Mbaye Ndiaye            | 1999 | 203 cm | 92 kg  |  |
| 31 | Israele (bandiera) · Danimarca (bandiera)    | P     | Noam Yaacov             | 2004 | 187 cm |        |  |
| 33 | Stati Uniti (bandiera)                       | G     | Frank Jackson           | 1998 | 193 cm | 93 kg  |  |
| -  | Danimarca (bandiera)                         | AP    | Sharif Barfi            | 2004 | 193 cm |        |  |
| -  | RD del Congo (bandiera)                      | C     | Paul Kabenga            | 2005 | 211 cm |        |  |
| -  | Francia (bandiera)                           | C     | Izan Le Meut            | 2004 | 213 cm |        |  |
| -  | Francia (bandiera)                           | P     | Noah Manet              | 2004 | 194 cm |        |  |

| Allenatore |
| - T.J. Parker (fino al 20 ottobre) - Gianmarco Pozzecco (dal 25 ottobre fino al 5 gennaio) - Pierric Poupet (dal 5 gennaio)                                                                                     |
| Assistente/i |
| - Pierric Poupet (fino al 5 gennaio) - Jean-Christophe Prat (fino al 25 ottobre) - Edoardo Casalone (dal 25 ottobre) - Joseph Gomis (dal 5 gennaio) Legenda - (C) Capitano - (IN) Inattivo - Infortunato Roster |

## Mercato

### Sessione estiva
| Acquisti | Acquisti                | Acquisti         | Acquisti      | Acquisti |
| R.       | Nome                    | da               | Modalità      |          |
| -------- | ----------------------- | ---------------- | ------------- | -------- |
| P        | Paris Lee               | Panathīnaïkos    | svincolato    |          |
| P        | Noam Yaacov             | H. Gerusalemme   | fine prestito |          |
| PG       | Boris Dallo             | Cholet           | svincolato    |          |
| G        | Edwin Jackson           | Minorca          | svincolato    |          |
| G        | Frank Jackson           | S.L.C. Stars     | svincolato    |          |
| AP       | Timothé Luwawu-Cabarrot | Free agent       | svincolato    |          |
| AG       | Mbaye Ndiaye            | Blois            | svincolato    |          |
| AG       | Mike Scott              | Gig. de Carolina | svincolato    |          |
| C        | John Egbunu             | Gaziantep BŞB    | svincolato    |          |

| Cessioni | Cessioni           | Cessioni        | Cessioni       | Cessioni |
| R.       | Nome               | a               | Modalità       |          |
| -------- | ------------------ | --------------- | -------------- | -------- |
| P        | Dee Bost           | Free agent      | rescissione    |          |
| P        | Antoine Diot       | Roanne          | fine contratto |          |
| G        | Jonah Mathews      | Beşiktaş        | fine contratto |          |
| G        | Retin Obasohan     | Derthona Basket | fine contratto |          |
| AP       | Yves Pons          | Girona          | rescissione    |          |
| AG       | Amine Noua         | Hapoel Holon    | fine contratto |          |
| AG       | Zaccharie Risacher | Bourg-en-Bresse | prestito       |          |
| C        | Alex Tyus          | Runa Mosca      | fine contratto |          |

### Dopo l'inizio della stagione
| Acquisti | Acquisti       | Acquisti          | Acquisti       | Acquisti   |
| R.       | Nome           | da                | Data           | Modalità   |
| -------- | -------------- | ----------------- | -------------- | ---------- |
| A        | Deshaun Thomas | Joventut Badalona | 7 gennaio 2024 | svincolato |

| Cessioni | Cessioni      | Cessioni   | Cessioni         | Cessioni    |
| R.       | Nome          | a          | Data             | Modalità    |
| -------- | ------------- | ---------- | ---------------- | ----------- |
| G        | Frank Jackson | Free agent | 15 novembre 2023 | rescissione |
| C        | John Egbunu   | Free agent | 16 gennaio 2024  | rescissione |
| G        | Boris Dallo   | Strasburgo | 21 febbraio 2024 | rescissione |